# 1936 год в авиации
Список событий в авиации в 1936 году.

## События
- 10 февраля — первый полёт итальянского среднего бомбардировщика ФИАТ BR.20 Чиконья.[1]
- 27 марта — первый полёт голландского истребителя Fokker D.XXI.
- 11 апреля — считается днём рождения Серпуховского авиационного спортивного клуба.
- 31 мая — первый полёт советского учебно-тренировочного самолёта Ут-1.[2]
- Июль - Состоялся первый полёт Безхвостого самолёта проекта К-12 (Жар-птица)
- 15 июля — первый полёт английского лёгкого самолёта взаимодействия с сухопутными войсками Уэстленд Лизандер.
- 1 октября — была создана 15-я военная школа лётчиков-наблюдателей, которая с 10 мая 2001 носит название Челябинское Высшее Военное Авиационное Краснознамённое Училище Штурманов.
- 21 декабря — первый полёт Ju 88 V-1, имевший гражданский номер D-AQEN, прототипа бомбардировщика Ю-88
- 27 декабря — первый полёт бомбардировщика Пе-8.

### Без точной даты
- Февраль — первый полёт польского пассажирского самолёта RWD-11.
- Начало эксплуатации японского палубного истребителя Mitsubishi A5M.
- В Мюнхене открылся аэропорт Мюнхен-Рим.

## Персоны

### Скончались
- 2 августа — Блерио, Луи, французский изобретатель, авиатор и предприниматель, основатель авиапредприятий Blériot-Voisin (совместно с Габриелем Вуазеном) и Blériot Aéronautique. Первый пилот, перелетевший Ла-Манш (25 июля 1909), и первый француз, получивший удостоверение пилота.